# Wit (film)
Wit is een Amerikaanse dramafilm uit 2001 onder regie van Mike Nichols.

## Verhaal
Vivian Bearing is een hoogleraar Engelse letterkunde. Er wordt een terminale vorm van eierstokkanker bij haar vastgesteld. Ze wordt verzorgd door de verpleegster Susie Monahan en de oncologen Harvey Kelekian en Jason Posner. Tijdens haar behandeling blikt Bearing terug op haar leven.

## Rolverdeling
| Acteur               | Personage           |
| -------------------- | ------------------- |
| Emma Thompson        | Vivian Bearing      |
| Christopher Lloyd    | Dr. Harvey Kelekian |
| Eileen Atkins        | Evelyn Ashford      |
| Audra McDonald       | Susie Monahan       |
| Jonathan M. Woodward | Dr. Jason Posner    |
| Harold Pinter        | Mijnheer Bearing    |
| Rebecca Laurie       | Vivian (5 jaar)     |
| Su Lin Looi          | Verpleegster        |
| Raffaello Degruttola | Technicus           |
| Miquel Brown         | Technicus           |